# Matthias Schündeln
Matthias Schündeln (* 1970) ist ein deutscher Wirtschaftswissenschaftler.

## Leben
Matthias Schündeln studierte Mathematik und Geographie an der Universität zu Köln und legte 1996 in beiden Fächern das Staatsexamen ab. Er studierte Wirtschaftswissenschaften in Köln und an der Yale University. Dort erlangte er Abschlüsse als M.A. (2000) und M.Phil. (2001). 2004 wurde er mit der Arbeit Firm Dynamics in the Presence of Financing Constraints: Ghanaian Manufacturing zum Ph.D. promoviert.
2004 wurde er als Assistenzprofessor für Ökonomie und Sozialwissenschaften an die Harvard University berufen. 2006 wurde er Research Fellow am „Institute for the Study of Labor“ (IZA) in Bonn. 2009 wurde er auf die Stiftungsprofessur für Internationale Wirtschaftspolitik an die Universität Frankfurt am Main berufen, die von der Messe Frankfurt eingerichtet wurde.
Seine Forschungsinteressen sind unter anderem Wirtschaftlichkeit in der Entwicklungshilfe, Bewertung von Entwicklungsprogrammen, Migration und Einsparungen sowie Recht und Wirtschaftlichkeit.
Matthias Schündeln ist verheiratet mit Nicola Fuchs-Schündeln.

## Schriften
- Are Immigrants More Mobile than Natives? Evidence from Germany. (Sind Einwanderer mobiler? Fakten aus Deutschland). IZA, Diskussionsschrift Nr. 3226, 2007.
- mit Nicola Fuchs-Schündeln: Who Stays, Who Goes, Who Returns? East-West Migration within Germany since Reunification. (Wer bleibt, wer geht, wer kehrt zurück? Ost-westliche Migration in Deutschland seit der Wiedervereinigung). In: Economics of Transition. 17, 3, 2009.